# Castell de Reiners
El Castell de Reiners fou el castell medieval d'estil romànic del poble de Reiners, del terme del mateix nom, a la comarca del Vallespir, Catalunya del Nord.
Està situat en el punt més elevat al nord del poble, en un turó ara despoblat.
El terme de Reiners és esmentat en una donació de l'any 988, i el 1027 es documenta l'església de Sant Vicenç de Reiners. El 1108 i el 1119 es documenta un Pere Guillem de Reiners, tal vegada castlà del lloc; el segle xiii el domini de Reiners és en mans dels Serrallonga, vassalls del vescomte de Castellnou, que conserven el senyoriu tot el segle, però el XIV són els Rocabertí els senyors del lloc, per matrimoni amb la darrera hereva dels Serrallonga. El segle xv veu el traspàs de la senyoria als Albert, i ja el XVI hi estableixen el domini els Ros, que ja el conservaren fins a la Revolució Francesa. Poc abans d'aquesta, el senyor era Abdó Senén de Ros, baró de Cabrenys i comte de Sant Feliu d'Amunt i Sant Feliu d'Avall.
Queden molt poques restes d'aquest castell, bàsicament els fonaments de part de la construcció, així com el mur occidental. El fet que s'hi construís el dipòsit d'aigua de la població va acabar de malmetre aquestes restes. A l'oest hi ha un pany de muralla d'uns 10 metres de llargària, que enllaça al nord amb un tros de construcció sobresortint que pot ser una torre d'angle. El gruix d'aquests murs és molt gran. L'aparell és de blocs de pedra calcària del lloc força grans i escairats de forma basta, disposats regularment, relligats amb morter.
El mur de llevant, que traça una àmplia corba, és fet de la mateixa manera. Al sud, l'aparell és més senzill, i només es conserva fins a 1,5 m d'alçada. Entre aquest mur i el cim del turó hi ha unes terrasses amb restes d'altres murs. El tipus de construcció del castell ens remet al segle xi.